# Центральное (озеро)
Центральное — озеро в восточной части полуострова Камчатка. Относится к Елизовскому району Камчатского края России.

## Описание

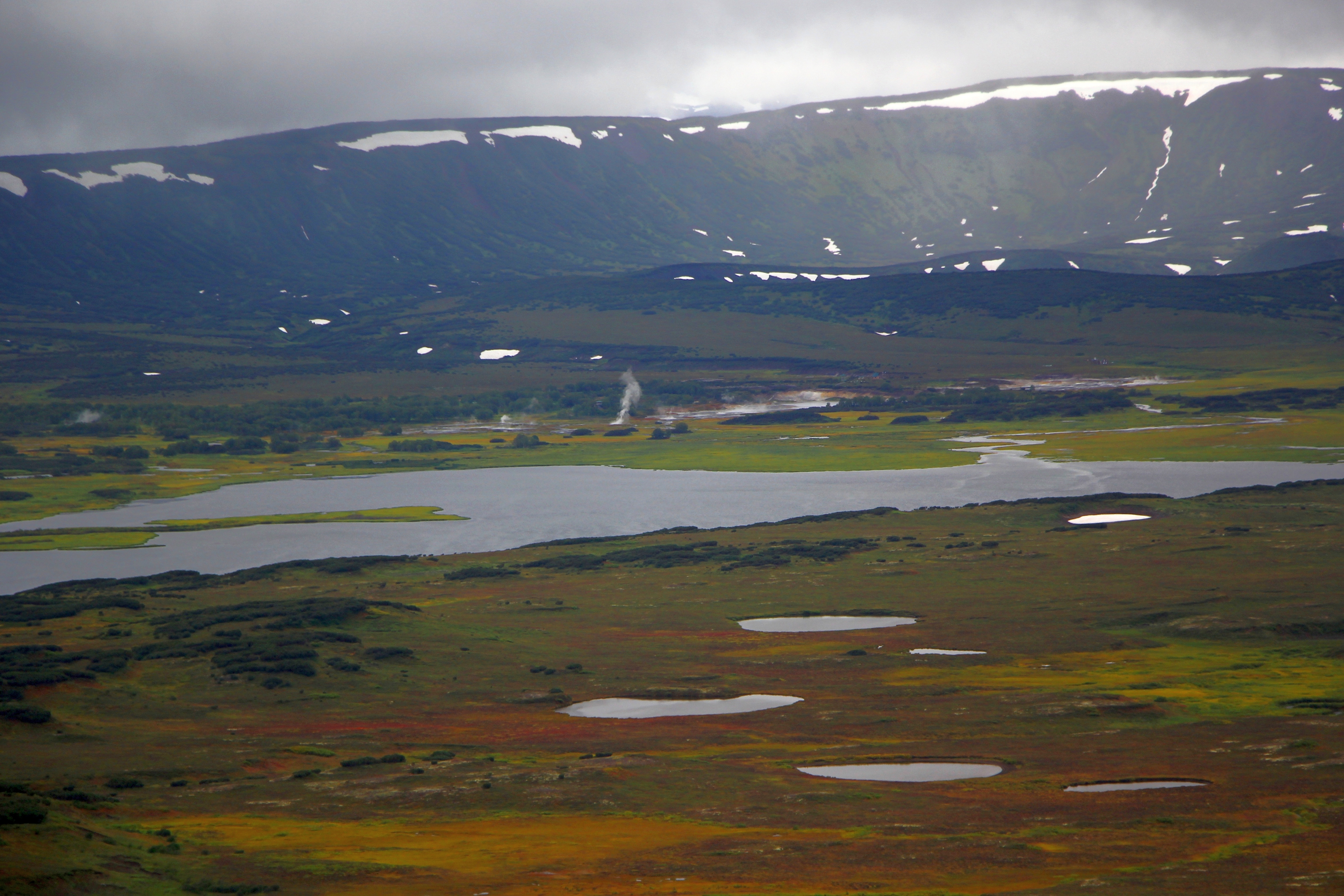
Озеро Центральное (с западной стены кальдеры)

Расположено на высоте 650 м юго-восточнее сопки Тауншиц в кальдере вулкана Узон.
Площадь озера 1,04 км², водосбор 34 км².
В озеро стекают все воды со стен кальдеры. Есть постоянных три притока. Дно заиленное. Глубина не превышает 3 метров, средняя — 1,2 м.
С озера вытекает река Шумная.

## Данные водного реестра
По данным государственного водного реестра России относится к Анадыро-Колымскому бассейновому округу, водохозяйственный участок реки — Бассейны рек Тихого океана полуострова Камчатка южнее юго-восточной границы бассейна р. Камчатка. Речной бассейн реки — р. Камчатка.
Код объекта в государственном водном реестре — 19070000211120000001410.